# 王歆艳
王歆艳（1991年4月26日—），辽宁大连人，中国女子水球运动员，亦為中國國家女子水球隊成員。

## 簡歷
2014年9月，王歆艳代表中國出戰韓國仁川舉行的亞運會水球比賽項目，協助球隊成功衛冕金牌。
2016年，王歆艳代表中国出戰巴西里约热内卢舉行的奥林匹克运动会女子水球比賽。中国队最終获得第七名。